# Предраг Ђорђевић (фудбалер)
Предраг Ђорђевић (Крагујевац, 4. август 1972) је бивши српски фудбалер и репрезентативац националне селекције. Последњих тринаест година је играо за грчки ФК Олимпијакос, где је био капитен и веома цењен играч. Сматран је најбољим негрчким играчем у историји клуба. Ожењен је Гркињом и има грчко држављанство (поред српског).

## Клупска каријера
Фудбал је почео да тренира у ФК Будућност из Ресника, одакле је прешао у крагујевачки Раднички. Године 1991. постаје играч београдске Црвене звезде. Провео је једну сезону на позајмици у суботичком Спартаку, након чега се вратио у Црвену звезду. Како није имао велику минутажу у Црвеној звезди, у децембру 1992. одлази у Панилијакос, тадашњег трећелигаша у Грчкој.
Са екипом Панилијакоса је од треће лиге стигао до највишег ранга, прве лиге Грчке, да би 1996. године прешао у Олимпијакос. Одлучујућу улогу у трансферу Ђорђевића је имао Душан Бајевић, које се истог лета из АЕК-а преселио у Олимпијакос. Ђорђевић је остао запамћен као странац са најдужом каријером у Грчкој. За 13 година играња у елитној лиги освојио је са Олимпијакосом 12 титула, четири купа и један Суперкуп, што ниједном фудбалеру, домаћем или иностраном, пре тога није успело.
Одиграо је 490 званичних мечева, на којима је постигао 123 гола. У категорији голгетера на клупском плану заузима четврто место, а други је стрелац на листи странаца, иза Пољака Криштофа Вазехе.
Апсолутни је лидер по броју мечева одиграних у европским куповима са 83 наступа, од чега их је чак 62 одиграо у Лиги шампиона. На међународној сцени забележио је 15 голова, девет од тога у Лиги шампиона. Једини је играч грчког клуба који је био стрелац хет-трика у најјачем европском такмичењу (6:2 против Бајер Леверкузена 2002. године). Шутирао је укупно 67 пенала, а 56 их је реализовао. На дербијима против Панатинаикоса и АЕК никада није изашао као поражен када би се уписао у листу стрелаца.
Играчку каријеру је завршио на крају сезоне 2008/09.

## Репрезентација
За сениорску репрезентацију СР Југославије је дебитовао 2. септембра 1998. у пријатељској утакмици против Швајцарске. Укупно је у дресу националног тима Југославије и Србије и Црне Горе одиграо 37 мечева и постигао један погодак. Једини гол у дресу репрезентације је постигао 5. септембра 2001. у мечу квалификација за Светско првенство 2002. против Словеније, резултат утакмице је био 1:1, а Ђорђевић је постигао изједначујући погодак. Последњи меч у националном дресу одиграо је у Минхену против Обале Слоноваче (2:3) на Светском првенству 2006. године, када су „плави“ забележили и трећи пораз.

## Трофеји
Црвена звезда
- Куп СР Југославије (1) : 1992/93.

Панилијакос
- Трећа лига Грчке (1) : 1993/94.
- Друга лига Грчке (1) : 1994/95.

Олимпијакос
- Првенство Грчке (12) : 1996/97, 1997/98, 1998/99, 1999/00, 2000/01, 2001/02, 2002/03, 2004/05, 2005/06, 2006/07, 2007/08, 2008/09.
- Куп Грчке (5) : 1998/99, 2004/05, 2005/06, 2007/08, 2008/09.
- Суперкуп Грчке (1) : 2007.